# 吳廷燮
吳廷燮（1865年—1947年），本名承榮，字向之，号次夔，晚號景牧，室名景牧堂。江蘇江寧府江寧縣（今南京）人，生於山西榆次。民国北洋政府官员，清末民初史表专家，民国年间清史馆总纂。

## 生平
光緒二十年（1894年）科順天鄉試舉人，辛丑（1901年）署太原府同知，次年升太原府知府，光緒三十年（1904年）入京任巡警部郎中、民政部右參議。他還曾任資政院議員。
民國成立后，任國務院統計局局長，為袁世凱大總統府秘書。1914年清史馆馆长趙爾巽聘為清史館總纂，撰高宗、仁宗、宣宗、文宗、穆宗五朝〈本紀〉，〈大臣年表〉、〈地理志〉，多出廷燮之手。後應張學良之邀，主讲沈阳萃升书院，充《奉天通志》馆总纂。民國三十六年任國民政府國史館纂修，曾领衔主修《北京市志稿》。
沈阳市图书馆藏有吴廷燮手抄本《明实录》（吴廷燮等人抄自清内阁明清档案）。

## 著作
廷燮卒後，書稿藏北京寓中，被當成故紙賣去。著有《景杜堂文集》（盛京王樹翰题签，桐城吳闿生序）、《咸豐要錄》、《明春秋草》、《萬曆百官表》、《晋方镇年表》、《东晋方镇年表》、《唐方镇年表》、《北宋经抚年表》、《辽方镇年表》、《明督抚年表》、《永乐别录》、《宣德别录》、《清十三朝繫年要録》、《江蘇備志稿》（史料覆盖乾隆以始，斷於民國十七年（1928），1942年完成的稿本现藏上海圖書館，有2018年现代版）、《蒙古備志》、《東三省沿革表》、《奉天郡邑志》等，编纂《新疆大记补编》（1935；原版《新疆大記》六卷由古建筑学家阚铎之祖父闞鳳樓著）。